# بيتر كارلسون (لاعب هوكي الجليد)
بيتر كارلسون (بالسويدية: Peter Karlsson)‏ هو لاعب هوكي الجليد سويدي، ولد في 17 فبراير 1966 في  في السويد، وتوفي في 11 مارس 1995.

## وصلات خارجية
- بيتر كارلسون على موقع EliteProspects.com (الإنجليزية)
- بيتر كارلسون على موقع Eurohockey.com (الإنجليزية)
- بيتر كارلسون على موقع HockeyDB.com (الإنجليزية)